# Nationals Park
Nationals Park – stadion baseballowy w Waszyngtonie, na którym swoje mecze rozgrywa zespół Washington Nationals. Jego pojemność wynosi 41 506 miejsc.
Budowę nowego obiektu rozpoczęto na wiosnę 2006 roku. Pierwszy mecz sezonu zasadniczego rozegrano 30 marca 2008; spotkanie Nationals – Atlanta Braves obejrzało 39 389 widzów. Rekordową frekwencję zanotowano 12 października 2012 podczas meczu nr 5, rozegranego w ramach National League Division Series pomiędzy Nationals a St. Louis Cardinals, który obejrzał nadkomplet 45 966 widzów.
17 kwietnia 2008 na Nationals Park została odprawiona przez papieża Benedykta XVI msza z udziałem 46 tysięcy ludzi.

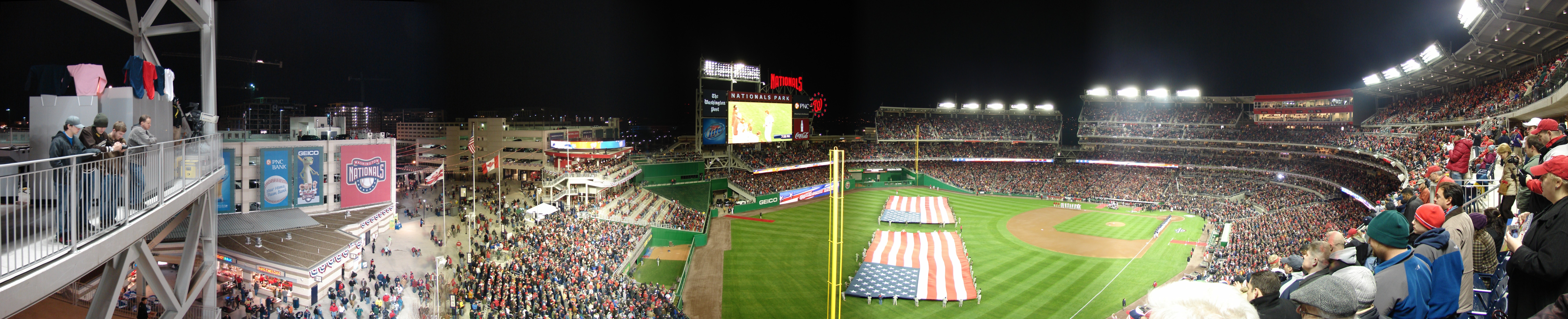
Nationals Park podczas meczu otwarcia 30 marca 2008.